# Всероссийский музей декоративного искусства
Всеросси́йский музе́й декорати́вного иску́сства — музей декоративно-прикладного искусства, основанный в 1981 году. Расположен в дворцовом комплексе XVIII века, построенном графом Иваном Остерманом. По состоянию на 2018-й, музейная коллекция состоит из более чем 120 тысяч предметов и включает в себя изделия из художественного металла, камня, стекла и ткани.

## История

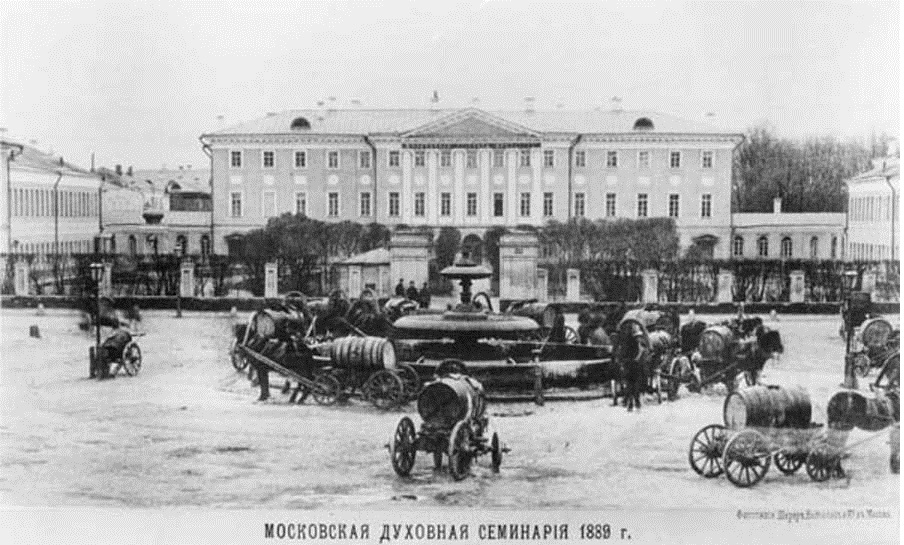
Здание графа Остермана, 1889 год

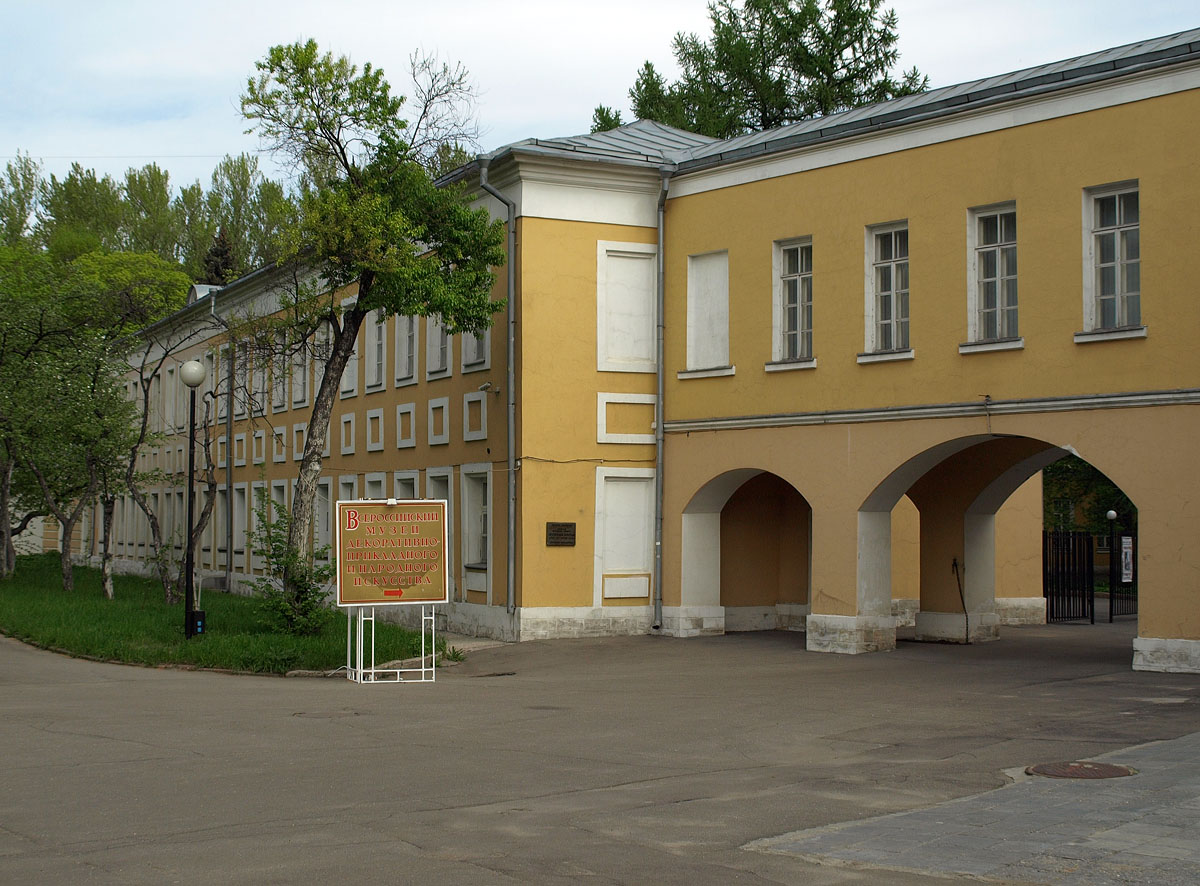
Вид на флигель здания с внутренней галереей, 2008 год

### Здание
Музей расположен в дворцовом комплексе XVIII века, построенном по указу государственного деятеля Ивана Остермана в 1782—1787 годах в стиле русский классицизм. С 1834 по 1918 год в помещениях дворца находилась Московская духовная семинария. После Октябрьской революции 1917 года здания были национализированы, а главный корпус и примыкающие флигели использовались для собрания губернских советов. После Великой Отечественной войны в дворцовом комплексе размещались рабочие помещения Президиума Верховного Совета и Совета Министров РСФСР.

### Основание и работа музея
В 1979 году закончилось строительство правительственного комплекса на Краснопресненской набережной, куда переехали Президиум Верховного Совета и Совет министров РСФСР. В освободившихся помещениях в доме графа Остермана было решено создать Музей декоративного-прикладного и народного искусства. В течение короткого срока внутренние помещения перестроили для размещения в здании запасников и коллекций музея, организовали приём и хранение документов, выработали систему внутренней документации. Одним из первых работников стал военный строитель Александр Митрофанов, занимавшийся ремонтом и перестройкой зданий. Первым директором назначили художника по стеклу и бывшего административного работника Союза художников Антонину Степанову. Также были наняты научные сотрудники: З. А. Малаева, Л. Л. Пирогова, И. М. Денисова, О. М. Поляшова, С. С. Морозова. Дизайнером экспозиции стал художник Г. Г. Курочкин. Открытие первой экспозиции состоялось в 1981-м, спустя шесть месяцев после основания. С момента создания при музее функционируют научно-методический центр и реставрационные лаборатории.
С 1996 по 2015 год на первом этаже здания располагался Музей современной истории России. Из-за занимаемой им площади Музей декоративно-прикладного искусства был лишён большей части экспозиционного пространства. На освободившейся в 2016 году площади открыли расширенную экспозицию «Декоративно-прикладное искусство XVIII—XIX веков», включающую экспонаты из запасников: осветительные приборы из стекла и хрусталя, интерьерные изделия из фарфора и бронзы конца XVIII—XIX веков, образцы русской дворцовой мебели XVIII—XIX веков, среди которых особый интерес представляют каминные часы «Минин и Пожарский», изготовленные парижским бронзовщиком Пьером-Филиппом Томиром и воспроизводящие в интерьерном формате памятник Ивана Мартоса, стоящий на Красной площади.
В 1999 году в состав музея вошёл Музей народного искусства имени Сергея Морозова, в середине 1990-х пришедший в упадок из-за потери государственного финансирования.
Начиная с 2000-х музей неоднократно сталкивался с попыткой выселения. В 2005 году по инициативе политолога Павла Бородина рассматривалось предложение о размещении в здании аппарата союзного государства России и Беларуси, однако благодаря поддержке Министерства культуры музею удалось сохранить здание за собой. Государственный деятель Герман Греф также высказывал предложения о размещении в главном корпусе Общественной палаты.
В октябре 2017 года в залах второго этажа открылась выставка «Русский стиль. От историзма к модерну», охватывающая период с конца XIX до начала XX века.

## Экспозиция

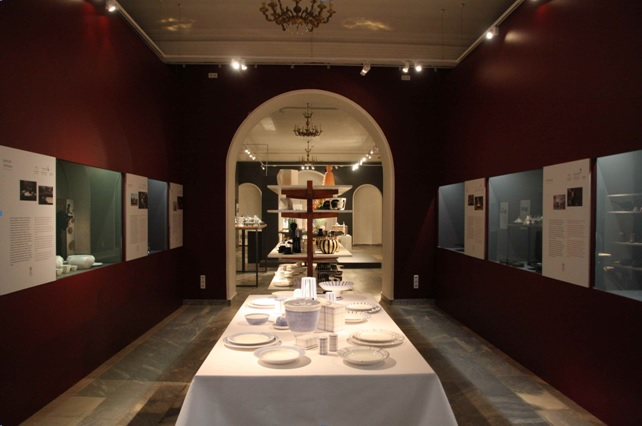
Внутренние помещения музея, 2016 год

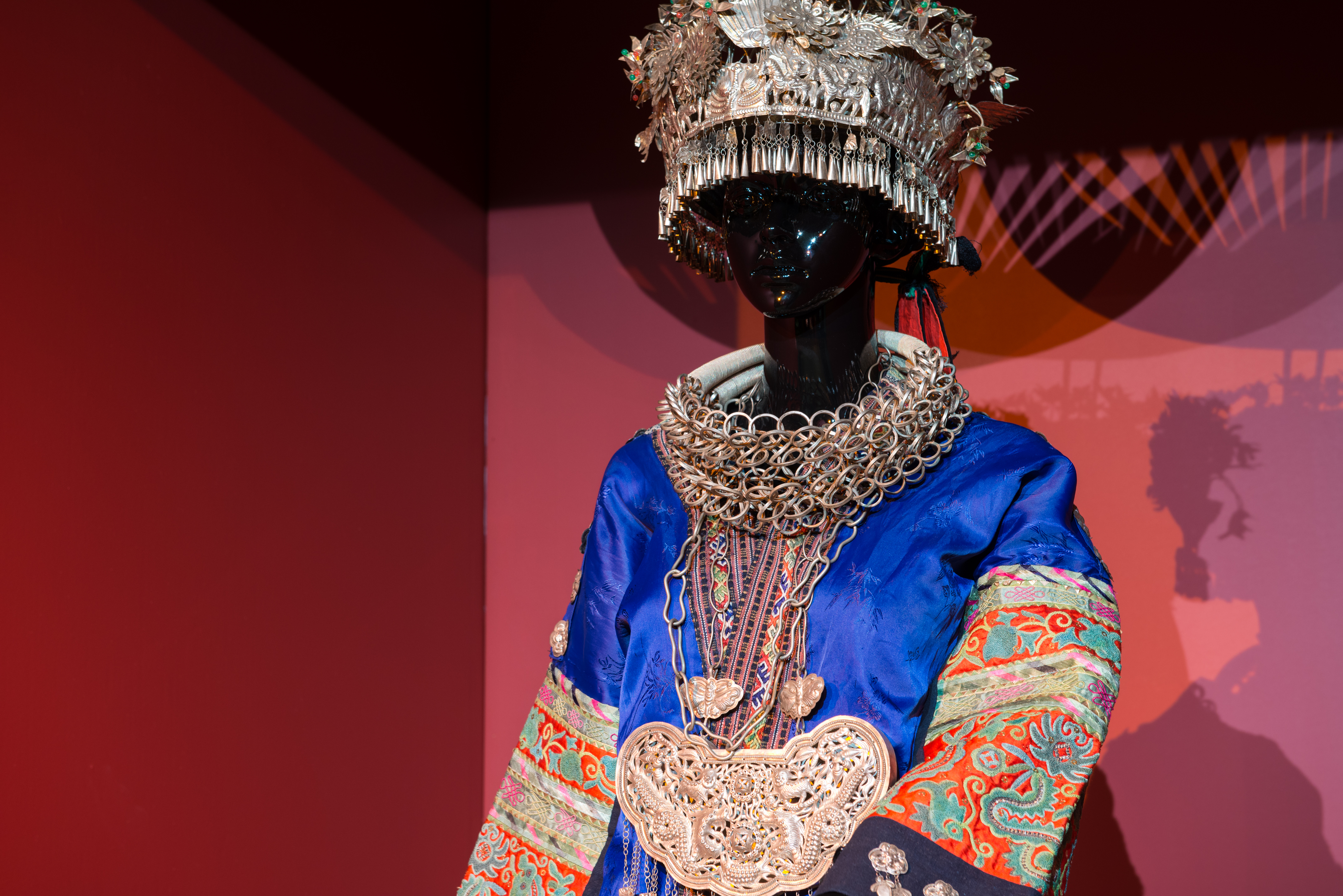
Экспозиция музея, 2015 год

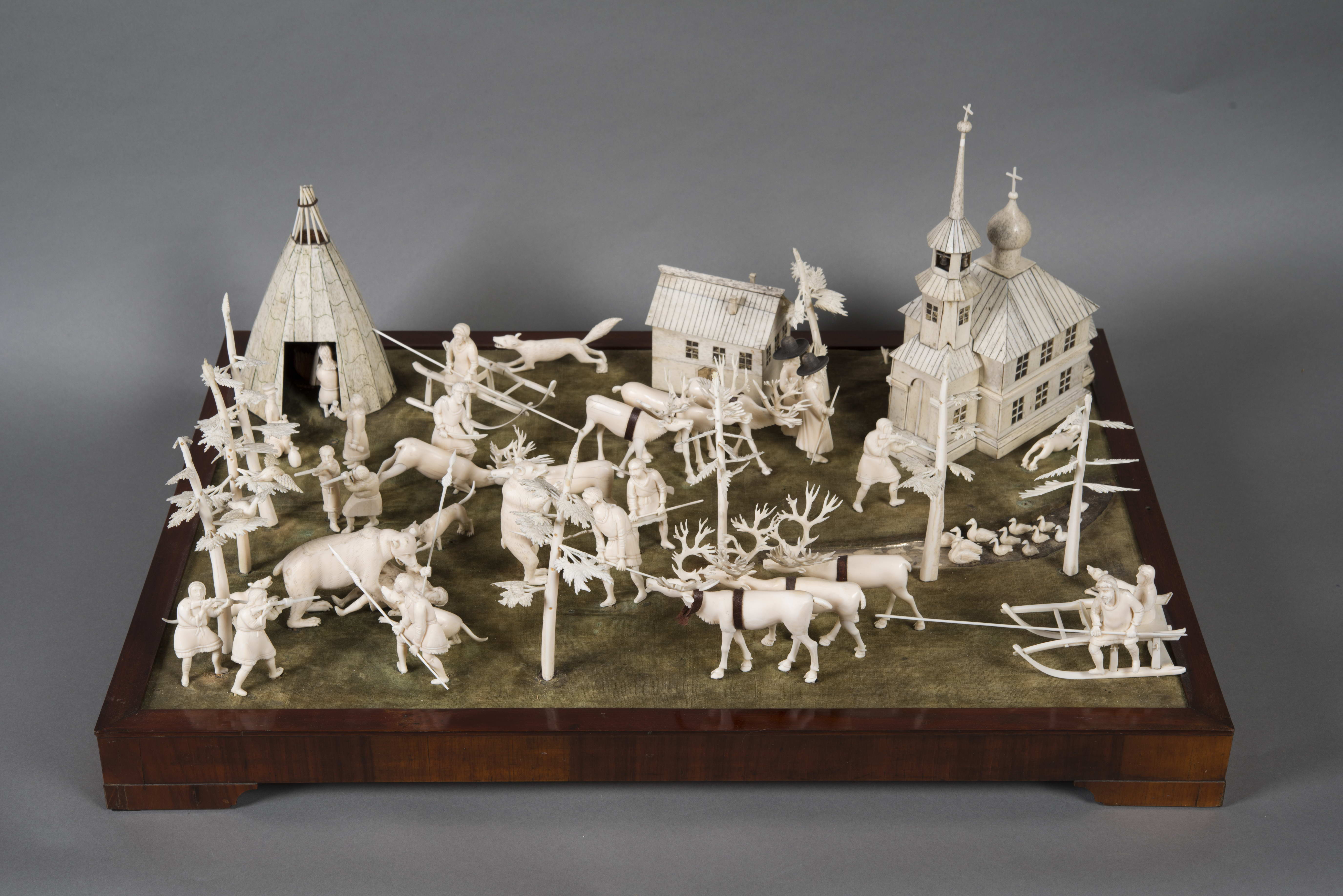
Косторезное искусство, 2015 год

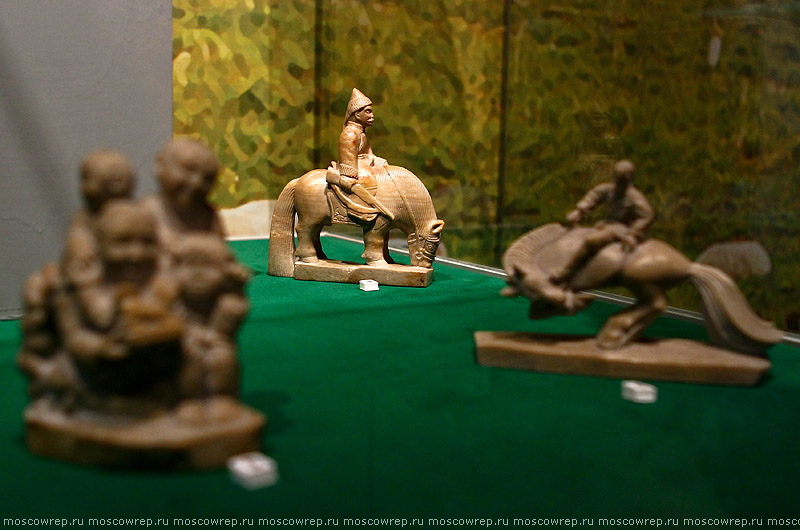
Изделие деревянной резьбы из Тувы, 2014 год

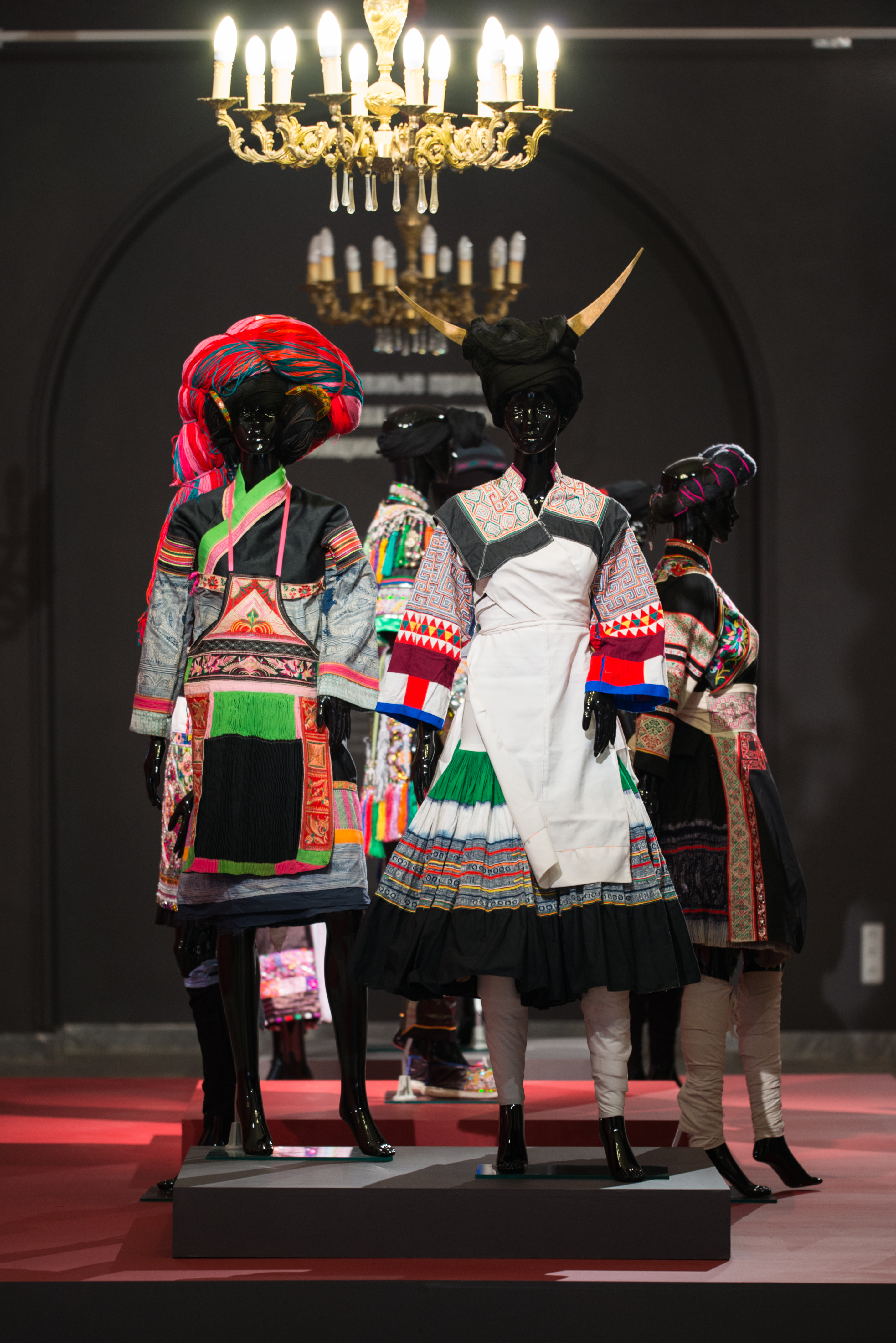
Костюмы малых народностей Гуйчжоу, 2015 год

### Формирование
По состоянию на 2018 год, экспозиция музея насчитывает более 120 тысяч экспонатов. Основу коллекции составили предметы из Музея кустарных изделий, Музея народного искусства имени Сергея Морозова, а также материалы НИИ художественной промышленности и Союза художников СССР. Также в музей вошли произведения, переданные министерством культуры РСФСР, Государственным историческим музеем, выделившим более тысячи предметов XVII—XIX веков, а также музеем «Кусково», который отдал работы советских художников по фарфору. Деньги на дальнейшие закупки экспонатов выделялись из государственного бюджета. Часть коллекции музей получил из научных экспедиций работников в Архангельскую, Вологодскую, Нижегородскую, Магаданскую области, а также на Дальний Восток и в Якутию. Экспозиция построена по тематическому принципу: в каждом зале представлены предметы из определённого материала.

### Коллекция
Изделия из камня и металла
В коллекцию музея входят более 13 тысяч предметов, выполненных из камня и художественного металла. Прикладное искусство начало развиваться на территории России в XI веке, когда мастера Киева, Новгорода, Чернигова, Смоленска, Владимира и Рязани начали украшать оружия и изделия из золота и серебра финифтью и драгоценными камнями. Начиная с XV века производство металла сильно возросло — каменные и металлические основания стали использоваться в большинстве изделий. В экспозицию музея входят светцы, сундуки с металлической оковой XVII века, братины, потиры, блюда с чеканными изображениями царской семьи, работы из художественного металла с Урала, из Москвы, Подмосковья, Нижнего Новгорода и других городов. В зале также экспонируются произведения советского и постсоветского периодов.
Изделия из дерева
Начиная с XI века резьба по дереву стала одним из главных украшений домов, общественных зданий, а также крупных и речных судов. В музее представлены элементы крестьянского декора: карнизы, фризы, колонки с капителями в самобытной трактовке, а также оконные и светолочные наличники. Фрагменты домовых росписей попали в музей из коллекции Л. А. Кожевниковой и И. П. Работновой, сформировавших собрание предметов в ходе экспедиций в 1950—1960-е годы. В этом зале также хранятся игрушки и бытовая утварь, выполненная в стилистике деревянного быта. В витринах можно увидеть коллекцию инструментов, выполненных в стиле хохлома, а также изделия резьбы по дереву, выполненные мастерами Якутии, Тобольска, Чукотки, а с XVIII века — и Москвы, Вологды, Великого Устюга, Новгорода и Сольвычегодска. В 2014 году в музее открылась новая постоянная экспозиция предметов лаковых миниатюр.
Изделия из керамики
Коллекция керамики является одной из крупнейших в музее и насчитывает более 12 тысяч единиц хранения. В залах представлены все виды керамических изделий, начиная с гончарных и заканчивая фарфоровыми. В отдельной витрине хранятся предметы отечественной майолики, в том числе из-под города Гжель, а также изделия с Императорского фарфорового завода XIX века и завода Гарднера в Вербилках. Среди ценных экспонатов в музее представлены сервизы царской семьи «Кабинетский», «Георгиевский», «Андреевский» и «Владимирский», скульптуры Жана Доминика Рашетта, предметы из мануфактур Тереховых и Поскочина, керамика из мастерских Абрамцево и Талашкино, скульптура Николая Андреева «Тульская крестьянка», выполненная в 1910 году в мастерской Строгановского училища, а также керамические работы таких мастеров, как Исидор Фрих-Хар, Илья Слоним, Иван Ефимов, Владимир Фаворский, Изабелла Агаян, Сергей Орлов.
Изделия из стекла
История изготовления стекла в России берёт своё начало с X—XI веков, а с XVII века стеклоделие перешло на промышленную ступень развития. В XIX и XX веках производство стало одной из ведущих отраслей России — уже в 1913 году количество заводов достигло трёхсот. Коллекция музея содержит редкое собрание императорских кубков с выгравированными именами членов семьи, вазы, хрустальные предметы XIX века с национальными образами и сценами из победы над Наполеоном, произведения 1860—1890-х годов в русском стиле, а также современное художественное стекло.
Ткани
В музее представлены разные техники ткачества, популярные в XV—XXI веках: традиционные костюмы, вышивка, кружевоплетение, ковроткачество, вязание, авторский текстиль. Большинство предметов было получено из частных коллекций исследователя прикладного искусства Николая Соболева и знатока живописи Н. В. Руднева. С передачей в 1999 году коллекции Музея народного искусства в экспозиции появилась крестьянская вышивка XVIII века. В отдельном зале представлены народные костюмы российский губерний и современных федераций.
Авторские рисунки и эскизы
Как научно исследовательский центр музей уделяет внимание рассказу о способах изготовления предметов декоративно-прикладного искусства. Так, в экспозицию входят эскизы к фарфору и фарфоровой пластике Ленинградского фарфорового завода, Дмитровского фарфорового завода, Волховских, Дулёвых и Конаковских мануфактур. В отдельной витрине представлены работы ведущих художников: В. Воробьевского, И. Ризнича, В. Городецкого, коллекция набросок С. Милютина и эскизы для стеклянных форм Бориса Смирнова.

## Книга-альбом
В 2016 году рабочая группа Всемирного общества по изучению, сохранению и популяризации культурного наследия Узбекистана при участии председателя попечительского совета  Бахтиера Фазылова, председателя научного совета Эдварда Ртвеладзе, а также председателя правления Всемирного общества и руководителя проекта "Культурное наследие Узбекистана" Фирдавса Абдухаликова приняло решение о подготовке и публикации книги-альбома из серии "Культурное наследие Узбекистана в собраниях мира", посвященную экспонатам, имеющим отношение в Узбекистану, которые хранятся в музеях Москвы - Государственном историческом музее и Всероссийском музее декоративно-прикладного и народного искусства. Решение было принято по итога совместной организации выставки «Сокровища культурного наследия Узбекистана» в 2016 году. Авторами статей для книги-альбома, помимо Фирдавса Абдухаликова, стали сотрудники музеев, в том числе заведующая отделом металла и камня, Всероссийский музей декоративно-прикладного и народного искусства Юлия Маслова. Также была подготовлена серия документальных фильмов, посвященных, коллекциям московских музеев. Фильмы и книга-альбом были презентованы на I Международном научно-культурном конгрессе «Культурное наследие Узбекистана – путь к диалогу между народами и странами», который прошел в Ташкенте и Самарканде в мае 2017 года.
Собрание Всероссийского музея декоративно-прикладного и народного искусства в книге представлено произведениями узбекских мастеров различных видов ремесел XIX-XX вв. Так, в альбоме присутствуют иллюстрации и описание уникальных изделий из керамики, художественный металл, ювелирные украшения, изделия из дерева, художественный текстиль. В частности, в книгу включены предметы искусства, получившие награды на выставках разных стран мира в первой половине XX века. Помимо раритетных предметов в альбоме опубликованы работы российских художников, тематически связанных или вдохновленных культурой и историей Узбекистана, в частности работы Петра Пучкова, трудившегося в Федоскинской фабрике миниатюрной живописи и эскизы уроженки Самарканда, художницы Марии Нестеровой.